# Culturalismo
- Para la escuela etnológica estadounidense de ese nombre, véase Culturalismo (etnología)
- Para el concepto de la disciplina antropológica opuesto al Multiculturalismo, véase Culturalismo (antropología)

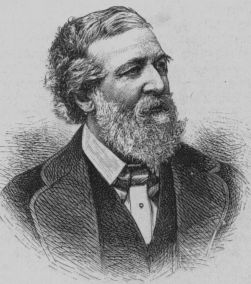
Robert Browning, poeta postromántico inglés creador del monólogo dramático, una de las formas que utilizan los poetas culturalistas.

El culturalismo es una corriente estética y literaria cuya principal característica consiste en la concentración en sus textos de abundantes referencias culturales.

## Historia
Sus raíces más remotas se hallan en el gongorismo o culteranismo y reaparece bien definido en el seno del modernismo español (Manuel Reina, Manuel Machado) e hispanoamericano (Rubén Darío, Julián del Casal) de la segunda mitad del siglo XIX; también es visible en algunos poetas neogriegos como Constantino Cavafis, ingleses como T. S. Eliot y estadounidenses como Ezra Pound, y poetas españoles del Novecentismo (Ramón Pérez de Ayala) y de la Generación del 27 (última etapa de Luis Cernuda, Homenaje de Jorge Guillén). Ya en la Posguerra, resurge en el grupo «Cántico» (en cierta manera deudor de Luis Cernuda), en Juan Eduardo Cirlot y, sobre todo, en algunos de los llamados Novísimos, como José María Álvarez, Guillermo Carnero, Pere Gimferrer, Luis Antonio de Villena, Luis Alberto de Cuenca, Carlos Clementson), para expandirse después a muy distintas corrientes y autores anteriores y posteriores como rasgo particular de su producción o de una etapa determinada (Ángel Crespo, José Corredor Matheos, Julio Martínez Mesanza, Jon Juaristi...).
Con los precedentes ya nombrados (y algún otro entre postrománticos españoles, por ej. Larmig o Núñez de Arce), el culturalismo de los Novísimos, como afirma Guillermo Carnero:
Suponía un reto radical a las expectativas de los escritores y lectores de poesía. Esas expectativas estaban dictadas, como ocurre en todo momento histórico, por las tendencias dominantes en el pasado más reciente, por la práctica de la generación entonces en su madurez, y por la lectura selectiva y reductora de la tradición, efectuada y admitida desde ambas [...] Esas expectativas podrían resumirse en dos elementos: realismo social e intimismo confesional. A mediados de los sesenta el primero estaba, en términos de creatividad y de afirmación teórica, en vía muerta, aunque lo impulsara aún una considerable inercia, manifiesta ante todo en los tabúes, restricciones y condenas que tan notoriamente contenía su credo, derivados todos en última instancia del dogma de la trasparencia y recepción inmediata y ecuménica del texto en nombre de su supuesta eficacia como vehículo de persuasión ideológica, denuncia de la dictadura y transformación revolucionaria de la sociedad [...] La poética del socialrealismo proscribía así todo lo que hubiera de resultar extraño a un destinatario callejero de cultura proletaria, totalmente quimérico como lector de poemas. El intimismo confesional consistía -en su última y mejor manifestación- en asumir como tema poético primordial la reflexión ética sobre los problemas y asuntos propios de la condición humana, expuesta en un lenguaje directo no esencialmente distinto del usado habitualmente en la comunicación no literaria, y con un concepto y una expresión del yo de índole neorromántica.

## Características
- Rebeldía aristocrática contra el lenguaje, la mentalidad y los valores, y la expresión llana y sin referentes culturales del Socialrealismo y contra el intimismo cívico y moral de los primeros 25 años de Posguerra.

- Asunción de la carga cultural de la que la palabra poética está impregnada, su memoria, sus evocaciones.

- Cosmopolitismo: todas las tradiciones culturales son libre propiedad del poeta, que encuentra así reflejada su identidad en un compuesto multiforme de citas y máscaras poéticas que le sirven para pergeñar sus estados de ánimo o proseguir con nueva vitalidad la tradición. La subjetividad del poeta encuentra aquello que mejor lo forma y libera de una sola tradición.

- Recurso a las técnicas de la intertextualidad, del monólogo dramático y de la metaliteratura o metaficción, para conectar con diversas tradiciones culturales. La cita, el lema y la alusión se transforman en formas de "objeto encontrado".

- Replanteamiento del intimismo neorromántico a través de un nuevo tipo de experiencias, las de segundo grado o culturales y eruditas, las derivadas de la lectura o la contemplación del arte y, por qué no, de la cultura de masas; este tipo de experiencias nutren la experiencia cotidiana y viceversa. No se trata de un nobilitare o ennoblecimiento retórico o decorativo, sino de verdaderas experiencias. De ese modo se renueva la expresión de la intimidad y se supera el intimismo primario. El "poema analógico" culturalista se enriquece así con numerosos planos temporales, potencialmente infinitos.

## Tipos de Culturalismo
Según Guillermo Carnero, existen cuatro tipos de Culturalismo: el duro, el de baja intensidad, el criptoculturalismo y el ficticio.
- Culturalismo duro: los poemas se fundan por entero en la sustitución analógica: el yo se expresa representado en una tercera persona (personaje histórico, literario o artístico), o tercera persona cosa (obra literaria o artística).

- Culturalismo de baja intensidad es el que agrega a un discurso de intimismo directo un componente de referencias culturales en las que enriquece su significado.

- El Criptoculturalismo deriva del anterior; los elementos culturales (versos ajenos, por caso) no se marcan como ajenos, sino que se integran indistintos en el poema por su carácter clásico y casi automático al aparecer en la conciencia del poeta involuntariamente.

- El Culturalismo ficticio consiste en introducir referentes culturales inventados posibles y verosímiles. Falsas citas, falsas obras. "La recreación o invención de la obra de un autor o de la espiritualidad de una época a través de su arte, permite suplir el elemento analógico inexistente o desconocido".[2]